# Isla White
Isla White (en inglés: White Island) es una de las islas deshabitadas de Canadá en la región Kivalliq, en el territorio de Nunavut, Canadá. Situada en aguas de la cuenca Foxe en la punta norte de la isla de Southampton, tiene 790 km² de superficie (57.ª del país y 40.ª de Nunavut).
Isla White está separada de la isla de Southampton por un estrecho (de menos de 2 km) llamado Comer  hacia el oeste, y estrecho Falcon hacia el sur. Hay varias cabos incluyendo el cabo Middleton, el cabo Frigid y el cabo Deas. Whale Sound y el puerto de Toms están en la costa oriental, y cabo Frigid está un poco más alejado. La isla White está rodeada por varias islas pequeñas como isla Passage, isla Whale, isla Seekoo e isla Nas, así como por muchas otras que no tienen nombre. Los picos más altos alcanzan los 1.100 m   y 1.000 m y tiene muchos lagos, siendo el más grande de 17 km de largo.